# Schinopsis
Schinopsis és un gènere d'arbres natius d'amèrica del Sud que creixen en la regió del Gran Chaco, a l'Argentina, Bolívia, i Paraguai. El seu nom comú castellà, quebracho, és una contracció de trenca-destrals, i al·ludeix a l'extrema duresa de la seva fusta, emprada en ebenisteria. 

## Taxonomia
- S. balansae
- S. haenkeana
- S. heterophylla
- S. lorentzii